# Матиньюс
Матиньюс (порт. Matinhos) — муниципалитет в Бразилии, входит в штат Парана. Составная часть мезорегиона Агломерация Куритиба. Входит в экономико-статистический микрорегион Паранагуа. Население составляет 33 688 человек на 2006 год. Занимает площадь 117,064 км². Плотность населения — 287,8 чел./км².

## История
Город основан в 1967 году.

## Статистика
- Валовой внутренний продукт на 2003 год составляет 154 367 484,00 реалов (данные: Бразильский институт географии и статистики).
- Валовой внутренний продукт на душу населения на 2003 год составляет 5263,13 реалов (данные: Бразильский институт географии и статистики).
- Индекс развития человеческого потенциала на 2000 год составляет 0,793 (данные: Программа развития ООН).

## География
Климат местности: субтропический.